# トリアゼン

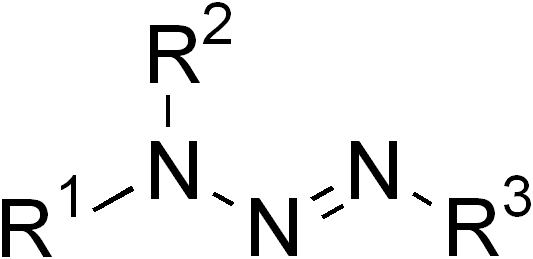
トリアゼンの一般構造式

トリアゼン (triazene) とは、示性式が H2N-N=N-H と表される窒素化合物のこと、あるいはその構造を母構造とする有機化合物群 (一般構造式 RR'N-N=N-R'') のことである。アゾ基とアミノ基が結びついた構造を持つことから、ジアゾアミノ化合物 (diazoamino compounds) とも呼ばれる。

## 化合物例
トリアゼンの合成例として、ジフェニル誘導体である 1,3-ジフェニルトリアゼン (PhNH-N=NPh) の合成を示す。これは、アニリンを塩化ベンゼンジアゾニウムとして、もう1分子のアニリンを結合させると得られる。
{\displaystyle {\ce {PhN2^+ + PhNH2 -> PhNHN=NPh + H+}}}